# Konståret 1884

## Händelser
- Société des artistes indépendants bildas i Paris

## Verk
- Richard Bergh – Avslutad seans

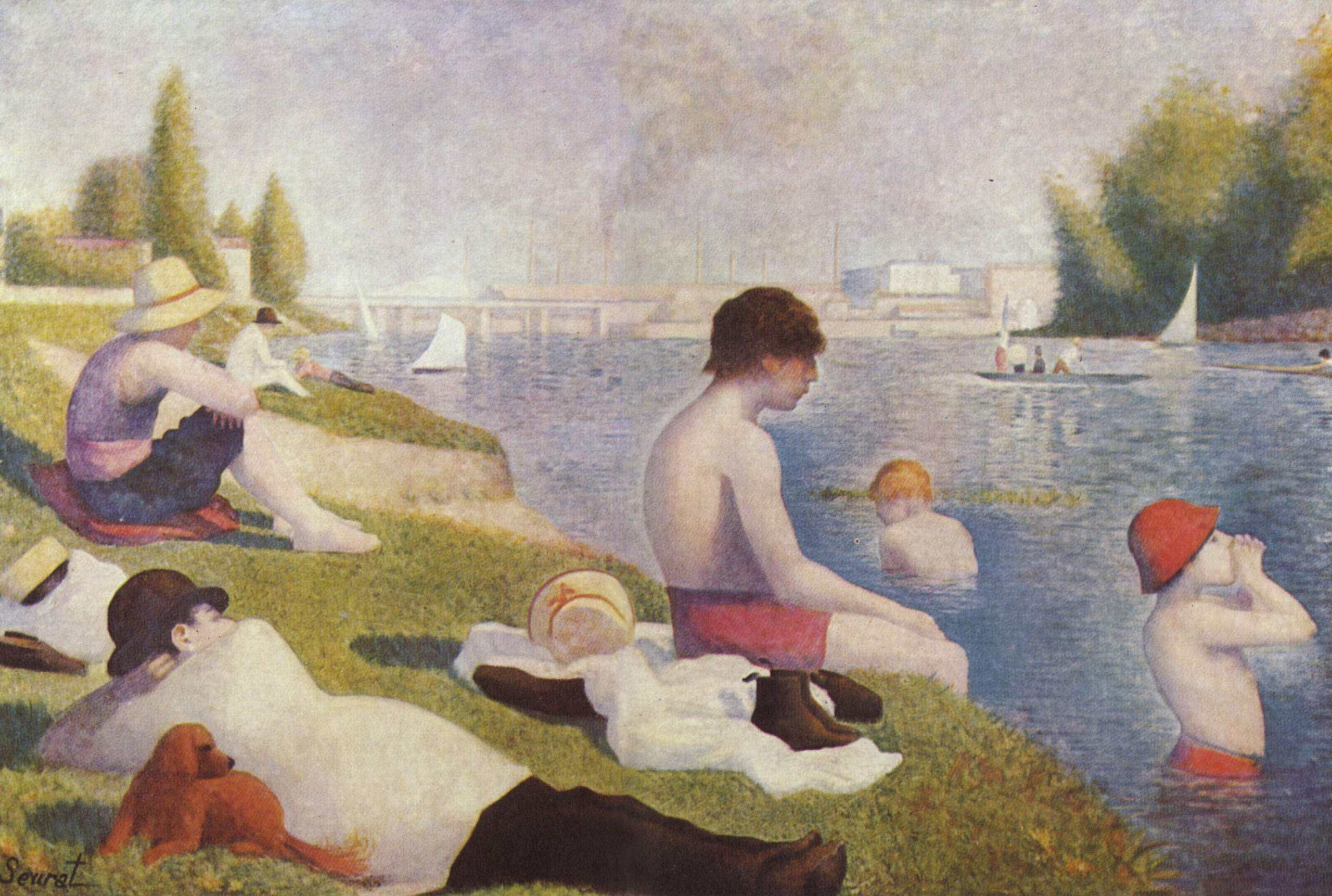
Georges-Pierre Seurats verk Une Baignade färdigställdes år 1884.

- Georg Pauli får en målning refuserad på konstakademins utställning detta år. Det leder till protester från konstnärskolonin i Paris, och senare samma år vägrar Carl Larsson att ta emot ett erbjudet agréeskap vid akademin i protest mot refuseringen.[1]
- Peder Severin Krøyer är den nordiske konstnär som har störst framgångar på årets Parissalong, med högre guldmedalj och hedersomnämnande. Alfred Wahlberg deltog utom tävlan. Georg Pauli erhåller hedersomnämnande.[1]
- Georges-Pierre Seurat - Une Baignade

## Födda
- 8 januari - Ida Abdon, svensk konstnär (målare).
- 12 februari - Max Beckmann (död 1950), tysk målare.
- 6 februari - Vlastislav Hofman (död 1964), tjeckisk målare och arkitekt.
- 18 mars - Oluf Høst (död 1966), dansk målare.
- 2 april - Gösta Adrian-Nilsson (död 1965), svensk konstnär, målare.
- 3 april - Akke Kumlien (död 1949), svensk konstnär, formgivare och författare.
- 4 april - Herman Hägg (död 1966), svensk konstnär.
- 10 april - Eivor Fisher (död 1977), svensk textilkonstnär.
- 19 juni - Georges Ribemont-Dessaignes (död 1974), fransk konstnär.
- 25 juni - Daniel-Henry Kahnweiler (död 1979), tyskfödd fransk konsthandlare.
- 1 juli - Leon Welamson (död 1972), svensk målare och tecknare.
- 4 juli - William Nording (död 1956), svensk konstnär och centralgestalt i den s.k. Vicklebyskolan.
- 7 juli - André Dunoyer de Segonzac (död 1974), fransk målare och grafisk konstnär.
- 12 juli - Amedeo Modigliani (död 1920), italiensk målare och skulptör.
- 19 juli - Paul Myrén (död 1951), svensk författare, animatör, konstnär och skämttecknare.
- 2 augusti - Allan Egnell (död 1960), svensk konstnär, grafiker, och regiassistent.
- 9 augusti - Karl Hultström (död 1973), svensk skulptör och medaljgravör.
- 21 augusti - Bohumil Kubišta (död 1918), tjeckisk konstnär.
- 4 september - Helmer MasOlle (död 1969), svensk konstnär och formgivare.
- 1 december - Karl Schmidt-Rottluff (död 1976), tysk konstnär, expressionist.
- 15 december - Eugeniusz Żak (död 1926), polsk målare.
- 17 december - Waldo Peirce (död 1970), amerikansk målare.
- 28 december - Einar Törning (död 1941), svensk konstnär och formgivare.
- okänt datum - Andrea Kushi (död 1959), albansk målare.

## Avlidna
- 9 januari - Vito D'Ancona (född 1825), italiensk målare.
- 13 juni - Anton Zwengauer (född 1810), tysk målare.
- 19 juni - Adrian Ludwig Richter (född 1803), tysk målare och etsare.
- 1 oktober - Theodor Martens (född 1822), tysk målare
- 3 oktober - Hans Makart (född 1840), österrikisk målare och designer.
- 22 oktober - Treffle Berthlaume (född 1803), kanadensisk skulptör
- okänt datum - Adèle Kindt (född 1804), belgisk målare.
- okänt datum - Alexander Louis Leloir (född 1843), fransk målare.
- okänt datum - Stanisław Chlebowski (född 1835), polsk målare.

### Fotnoter
1. 1 2  Från årets konstvärld, Karl Warburg. Artikel i kalendern Svea 1885